# Hans Wahl (Germanist)

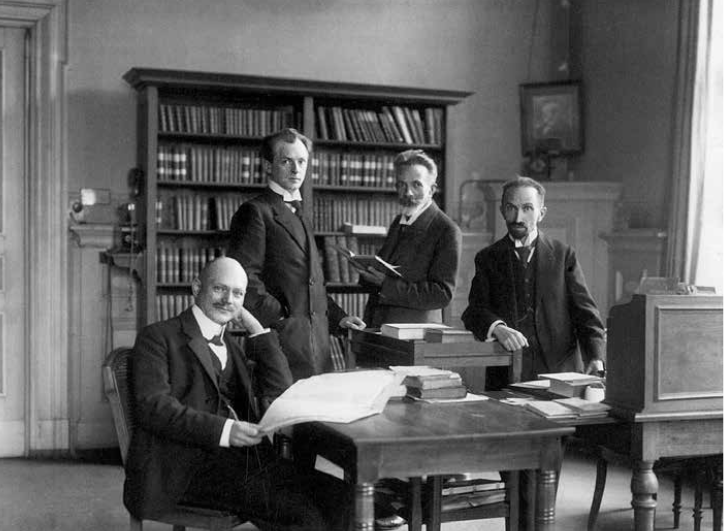
Vier Weimarer Germanisten: Max Hecker, Hans Wahl, Hans Gerhard Gräf und Julius Wahle (um 1918). Foto von Louis Held.

Hans Wahl (* 28. Juli 1885 in Burkersdorf bei Weida, Thüringen; † 18. Februar 1949 in Weimar) war ein deutscher Goethe-Forscher und Museums- bzw. Archivdirektor.

## Leben
Hans Wahl war der älteste Sohn des Pfarrers Ferdinand Wahl. Nach dem Tod seines Vaters kam er zusammen mit seiner Mutter und seinen vier jüngeren Geschwistern 1894 nach Weimar (Thüringen). Er besuchte das Wilhelm-Ernst-Gymnasium Weimar und setzte seine Ausbildung mit dem Studium der Germanistik, Geschichte und Philosophie fort. Die Studienorte waren Jena, München und Berlin. Zu seinen Lehrern gehörte der Germanist Erich Schmidt, der auch seine Dissertation Geschichte des Teutschen Merkur anregte. Die 1912 abgeschlossene Arbeit erschien 1914 im Buchhandel.
Schon 1913 wurde der junge Hans Wahl mit der Herausgabe des „Briefwechsels des Herzogs-Großherzogs Carl August mit Goethe“ im Goethe- und Schiller-Archiv betraut.
1918 wurde Hans Wahl als Nachfolger von Wolfgang von Oettingen Direktor des Goethe-Nationalmuseums (GNM) am Frauenplan in Weimar. Im Jahre 1925 erhielt der Germanist den Professorentitel.
1928 übernahm Wahl in Personalunion zusätzlich das Goethe- und Schiller-Archiv in Weimar. Daneben gehörte er zu den Mitbegründern des völkisch und antisemitisch ausgerichteten Kampfbunds für deutsche Kultur.
Seit 1932 war Wahl zusätzlich Zweiter (seit 1938: Erster) Vizepräsident der Goethe-Gesellschaft und war nach der Machtübergabe an die Nationalsozialisten 1933 für deren Gleichschaltung mit verantwortlich. Insbesondere peilte er seit 1936 Kooperationen mit der Reichsjugendführung an, um die „arische Jugend“ für die Gesellschaft zu gewinnen; den Reichsjugendführer Baldur von Schirach kannte er seit dessen Kindheit in Weimar. Im Oktober 1937 beantragte Wahl die Mitgliedschaft in der NSDAP, die im Juni 1938 gewährt wurde, und wurde Ratsherr der Stadt Weimar. Daneben wurde er Vorsitzender der deutschen Herder-Stiftung. Wahl sicherte die persönliche Förderung Adolf Hitlers für das erneuerte Goethe-Nationalmuseum, das 1935 zum 50. Jubiläumsfest der Goethe-Gesellschaft fertiggestellt und in einem Staatsakt eingeweiht wurde.
Von 1936 bis 1949 gab Wahl das Goethe-Jahrbuch (damals: Goethe: Viermonatsschrift der Goethe-Gesellschaft; neue Folge des Jahrbuchs) heraus. Die Viermonatsschrift sollte Goethe als nationale Ikone etablieren und zugleich die Goethe-Gesellschaft beim Regime rehabilitieren, da sie bei vielen Nationalsozialisten als „verjudet“ angesehen wurde. Die Zeitschrift wurde auch im Kampf gegen die Goethefeindliche Verschwörungstheorie Mathilde Ludendorffs mobilisiert. Aufsätze von bekannten Nationalsozialisten bzw. Völkischen wie Adolf Bartels, Heinz Kindermann, Walther Linden, Wilhelm Fehse und Rupprecht Matthaei wurden von Wahl gesucht und aufgenommen, doch auch der Präsident Julius Petersen verfasste regimefreundliche Beiträge. Nachdem 1937 ein letzter Aufsatz von einem jüdischen Autor veröffentlicht wurde, der kein Publikationsverbot hatte, wurden weitere Beiträge von Juden verhindert und die Aufsätze so ediert, dass Goethe nicht als judenfreundlich erschien; dies drückte sich vor allem darin aus, dass Wahl die Bedeutung des jüdischen Philosophen Baruch de Spinoza für Goethe herunterspielte. Wahl selbst lieferte für Goethe eine Art „Ariernachweis“, indem er die verbreitete Vorstellung widerlegte, der Dichter sei Jude. Wahl förderte das antisemitische Buch des Goetheforschers Victor Hehn. Er beteiligte sich während des Krieges an verschiedenen Propagandaaktionen. Er unterhielt eine gute Verbindung zum Reichspropagandaminister Joseph Goebbels, der ein persönliches Interesse am Wohl der Goethe-Gesellschaft hatte und für sie eine „Weltmission“ im Sinne internationaler Kulturpolitik vorsah.
Wahl behauptete nach dem Ende des Zweiten Weltkriegs 1945, das Regime habe sich „ablehnend“ gegenüber Goethe und auch der Goethe-Gesellschaft verhalten. Er blieb in seinen Ämtern und wurde zusätzlich Vorstandsmitglied der Gesellschaft zum Studium der Kultur der Sowjetunion.
1946 war es wahrscheinlich Wahl, der den thüringischen Ministerpräsidenten und vormaligen Landespräsidenten Rudolf Paul auf den drohenden Verlust des Nachlasses Friedrich Nietzsches aufmerksam machte. Tatsächlich konnten die Bestände des ehemaligen Nietzsche-Archivs durch Intervention Pauls vor dem Abtransport in die Sowjetunion bewahrt werden. Von 1946 bis zu seinem Tod 1949 leitete Wahl kommissarisch das Nietzsche-Archiv und machte der sowjetischen Obrigkeit mehrere Vorschläge zu dessen Weiternutzung und Wiedereröffnung, die jedoch nicht umgesetzt wurden.

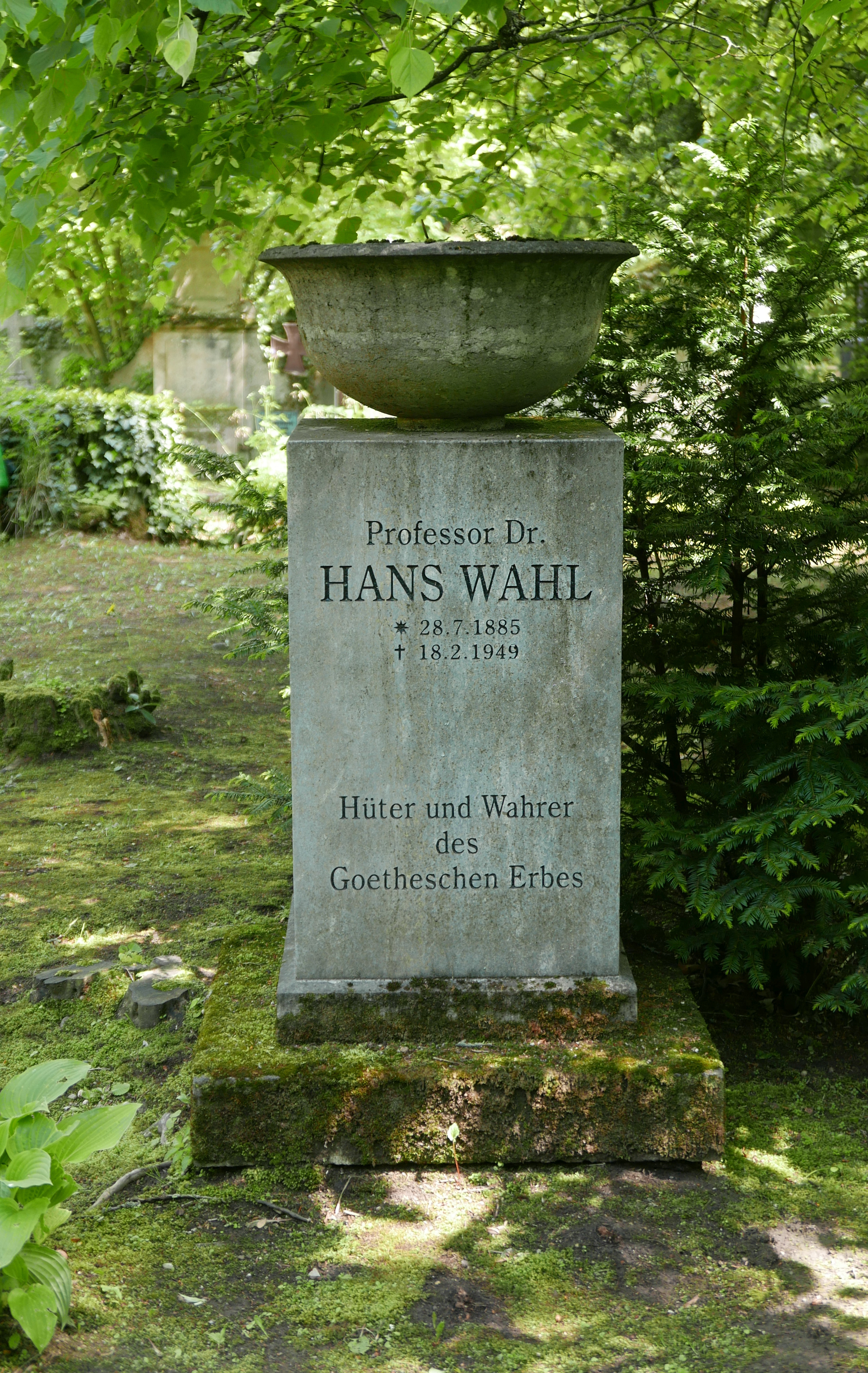
Grabstätte in Weimar

Mitten in den Vorbereitungen zum Goethe-Jahr 1949 starb Wahl am 18. Februar 1949 nach einem schweren Herzanfall; er erhielt ein Staatsbegräbnis auf dem Ehrengräberfeld des Historischen Friedhofs in Weimar.

## Ehrungen

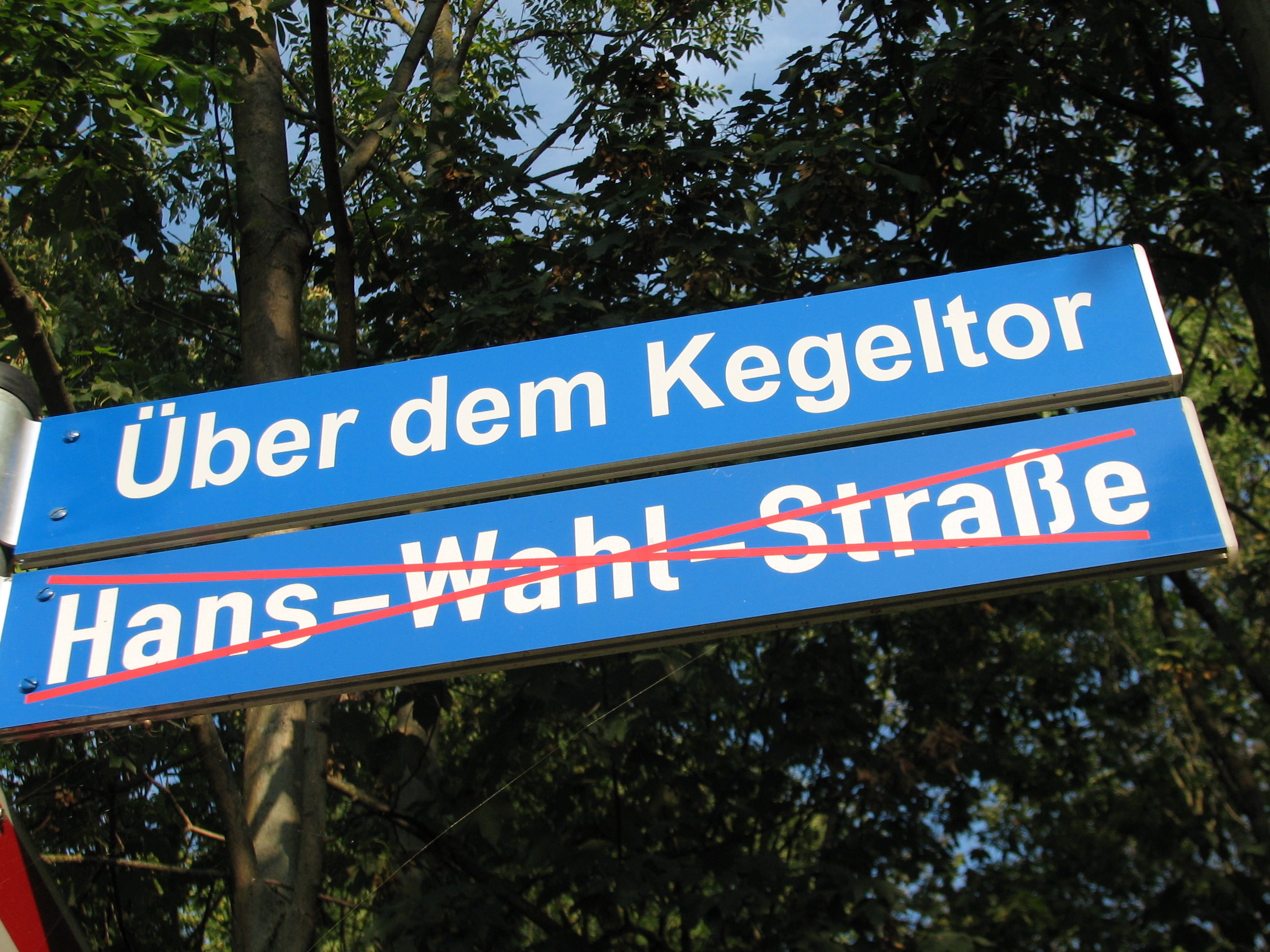
Erst: Hans-Wahl-Straße – nun: Über dem Kegeltor. Foto vom September 2016

Die Straße am Goethe- und Schiller-Archiv in Weimar trug bis 2016 den Namen Hans-Wahl-Straße. Der Kulturausschuss der Stadt Weimar hat jedoch in seinen Sitzungen vom 22. Juni und 31. August 2015 die Umbenennung der Hans-Wahl-Straße empfohlen. Man einigte sich auf die Umbenennung in Über dem Kegeltore. Inzwischen ist diese Umbenennung in Über dem Kegeltor erfolgt.